# Love Songs (The-Beatles-Album)
Love Songs (englisch für „Liebeslieder“) ist das vierte Kompilationsalbum der britischen Gruppe The Beatles nach deren Trennung, das bisher veröffentlichte Aufnahmen beinhaltet. Das Album erschien am 19. November 1977 in Großbritannien, am 21. Oktober 1977 in den USA und in Deutschland.

## Entstehung
Der Schallplattenvertrag zwischen EMI und den Beatles lief am 6. Februar 1976 aus, sodass die EMI ab diesem Zeitpunkt berechtigt war, Kompilationsalben ohne Einholung der Zustimmungen der Beatles zu veröffentlichen. Als erstes erschien das Doppelalbum Rock ’n’ Roll Music , das im weiteren Sinne rockige Lieder der Beatles umfasst, im darauffolgenden Jahr Love Songs, das Liebeslieder der Beatles beinhaltet.
Erstmals waren zwei Lieder, die bis dato nur auf B-Seiten von Singles erhältlich waren, auf einem britischen Album in Stereo erhältlich: This Boy und Yes It Is. Bei den neuen Stereoabmischungen handelt es sich um sogenanntes Duophonic-Stereo (Fake Stereo). Bei In My Life und Norwegian Wood (This Bird Has Flown) der britischen Ausgabe wurde der Gesang durch die Abmischung mehr mittig gesetzt. Weiterhin wurden bei den Liedern der britischen Version des Albums die beiden Stereokanäle vertauscht. Wer diese Abmischungen vorgenommen hat, ist nicht dokumentiert.
Das Album Love Songs wurde in Kanada in einer limitierten Auflage auf gelbem Vinyl gepresst.
In der DDR wurde das Album ebenfalls gepresst, die Schallplattencover wurden in der Bundesrepublik Deutschland hergestellt und in die DDR exportiert. Das Album (Katalognummer: Odeon/VEB F 666.219/20) war ausschließlich in Intershops der DDR, wahrscheinlich ab 1977, erhältlich.

## Wiederveröffentlichung
Im Jahr 1982 wurde das Album in Spanien mit einem komplett veränderten Cover wiederveröffentlicht.
Das Album Love Songs wurde bisher nicht legal auf CD veröffentlicht.

## Covergestaltung
Das Design des Covers stammt von Roy Kohara und Kenneth R. Anderson. Das Originalinnenfoto des Klappcovers aus dem Jahr 1968 stammt von Richard Avedon, das im Jahr 1977 durch Alan Williams auf Wunsch von Kenneth R. Anderson verändert wurde. Bei der Erstauflage wurde das Pappcover in seiner Substanz einem Ledereinband nachempfunden. In den USA wurde ein 28-seitiges Heft beigelegt, das die Texte der Lieder enthält.

## Titelliste
Seite 1
| Nummer | Lied                       | Autor            | Leadgesang       | Länge | Erstveröffentlichung   |
| ------ | -------------------------- | ---------------- | ---------------- | ----- | ---------------------- |
| 01     | Yesterday                  | Lennon/McCartney | McCartney        | 2:03  | Album Help!            |
| 02     | I’ll Follow the Sun        | Lennon/McCartney | McCartney        | 1:47  | Album Beatles for Sale |
| 03     | I Need You                 | Harrison         | Harrison         | 2:27  | Album Help!            |
| 04     | Girl                       | Lennon/McCartney | Lennon           | 2:33  | Album Rubber Soul      |
| 05     | In My Life                 | Lennon/McCartney | Lennon           | 2:24  | Album Rubber Soul      |
| 06     | Words of Love              | Buddy Holly      | Lennon/McCartney | 2:38  | Album Beatles for Sale |
| 07     | Here, There and Everywhere | Lennon/McCartney | McCartney        | 2:22  | Album Revolver         |

Seite 2
| Nummer | Lied                 | Autor            | Leadgesang       | Länge | Erstveröffentlichung              |
| ------ | -------------------- | ---------------- | ---------------- | ----- | --------------------------------- |
| 08     | Something            | Harrison         | Harrison         | 3:01  | Album Abbey Road                  |
| 09     | And I Love Her       | Lennon/McCartney | McCartney        | 2:38  | Album A Hard Day’s Night          |
| 10     | If I Fell            | Lennon/McCartney | Lennon           | 2:18  | Album A Hard Day’s Night          |
| 11     | I’ll Be Back         | Lennon/McCartney | Lennon           | 2:21  | Album A Hard Day’s Night          |
| 12     | Tell Me What You See | Lennon/McCartney | Lennon/McCartney | 2:35  | Album Help!                       |
| 13     | Yes It Is            | Lennon/McCartney | McCartney        | 2:38  | Single-B-Seite von Ticket to Ride |

Seite 3
| Nummer | Lied                           | Autor            | Leadgesang       | Länge | Erstveröffentlichung                        |
| ------ | ------------------------------ | ---------------- | ---------------- | ----- | ------------------------------------------- |
| 14     | Michelle                       | Lennon/McCartney | McCartney        | 2:40  | Album Rubber Soul                           |
| 15     | It’s Only Love                 | Lennon/McCartney | Lennon           | 1:55  | Album Help!                                 |
| 16     | You’re Going to Lose That Girl | Lennon/McCartney | Lennon           | 2:16  | Album Help!                                 |
| 17     | Every Little Thing             | Lennon/McCartney | Lennon/McCartney | 2:01  | Album Beatles for Sale                      |
| 18     | For No One                     | Lennon/McCartney | McCartney        | 1:59  | Album Revolver                              |
| 19     | She’s Leaving Home             | Lennon/McCartney | McCartney        | 3:35  | Album Sgt. Pepper’s Lonely Hearts Club Band |

Seite 4
| Nummer | Lied                                 | Autor            | Leadgesang       | Länge | Erstveröffentlichung                        |
| ------ | ------------------------------------ | ---------------- | ---------------- | ----- | ------------------------------------------- |
| 20     | The Long and Winding Road            | Lennon/McCartney | McCartney        | 3:37  | Album Let It Be                             |
| 21     | This Boy                             | Lennon/McCartney | Lennon/McCartney | 2:12  | Single-B-Seite von I Want to Hold Your Hand |
| 22     | Norwegian Wood (This Bird Has Flown) | Lennon/McCartney | Lennon           | 2:05  | Album Rubber Soul                           |
| 23     | You’ve Got to Hide Your Love Away    | Lennon/McCartney | Lennon           | 2:07  | Album Help!                                 |
| 24     | I Will                               | Lennon/McCartney | McCartney        | 1:46  | Album The BEATLES                           |
| 25     | P.S. I Love You                      | Lennon/McCartney | McCartney        | 2:02  | Album Please Please Me                      |

## Auskopplungen
Promotion-Single
In den USA wurde im Oktober 1977 eine Promotion-Vinyl-Single veröffentlicht, die die Lieder Girl / You’re Going to Lose That Girl enthält. Die Single wurde an Radiostationen versandt. Capitol Records entschied aber die Single (Katalognummer: Capitol 4506) nicht zu veröffentlichen.

## Kommerzieller Erfolg

### Chartplatzierungen
In den USA erreichte Love Songs Platz 24 der Billboard 200 und war somit neben The Early Beatles das zweite The-Beatles-Album, das nicht mehr die Top Ten erreichte. In Großbritannien erreichte das Album Platz 7 der Charts und in Deutschland konnte sich das Album nicht in den Charts platzieren.
| ChartsChartplatzierungen       | Höchstplatzierung | Wochen |
| ------------------------------ | ----------------- | ------ |
| Vereinigte Staaten (Billboard) | 24 (31 Wo.)       | 31     |
| Vereinigtes Königreich (OCC)   | 7 (16 Wo.)        | 16     |

### Auszeichnungen für Musikverkäufe
Im Juli 2000 wurde das Album in den USA mit Dreifach-Platin für 1,5 Millionen verkaufte Doppelalben ausgezeichnet.
| Land/Region                  | Auszeichnungen für Musikverkäufe (Land/Region, Auszeichnung, Verkäufe) | Verkäufe  |
| ---------------------------- | ---------------------------------------------------------------------- | --------- |
| Kanada (MC)                  | Platin                                                                 | 100.000   |
| Vereinigte Staaten (RIAA)    | 3× Platin                                                              | 1.500.000 |
| Vereinigtes Königreich (BPI) | Gold                                                                   | 100.000   |
| Insgesamt                    | 1× Gold · 4× Platin ·                                                  | 1.700.000 |

Hauptartikel: The Beatles/Auszeichnungen für Musikverkäufe